# Delphinium halteratum
Delphinium halteratum é uma espécie de planta com flor pertencente à família Ranunculaceae. 
A autoridade científica da espécie é Sm., tendo sido publicada em Fl. Graec. Prodr. 1(2): 371. 1809; Fl. Graec. (Sibthorp). 6(1): t. 507. 1825.

## Portugal
Trata-se de uma espécie presente no território português, nomeadamente os seguintes táxones infraespecíficos:
- Delphinium halteratum subsp. halteratum - presente em Portugal Continental. Em termos de naturalidade é nativa da região atrás referida. Não se encontra protegida por legislação portuguesa ou da Comunidade Europeia.
- Delphinium halteratum subsp. verdunense - presente em Portugal Continental. Em termos de naturalidade é nativa da região atrás referida. Não se encontra protegida por legislação portuguesa ou da Comunidade Europeia.